# Mill Neck
Mill Neck és una població dels Estats Units a l'estat de Nova York. Segons el cens del 2000 tenia 825 habitants.

## Demografia
Segons el cens del 2000, Mill Neck tenia 825 habitants, 295 habitatges, i 241 famílies. La densitat de població era de 123,5 habitants/km².
Dels 295 habitatges en un 34,6% hi vivien nens de menys de 18 anys, en un 74,9% hi vivien parelles casades, en un 5,8% dones solteres, i en un 18% no eren unitats familiars. En el 13,6% dels habitatges hi vivien persones soles el 6,4% de les quals corresponia a persones de 65 anys o més que vivien soles. El nombre mitjà de persones vivint en cada habitatge era de 2,8 i el nombre mitjà de persones que vivien en cada família era de 3,07.
Per edats la població es repartia de la següent manera: un 23,3% tenia menys de 18 anys, un 4,4% entre 18 i 24, un 24,7% entre 25 i 44, un 31% de 45 a 60 i un 16,6% 65 anys o més.
L'edat mediana era de 44 anys. Per cada 100 dones de 18 o més anys hi havia 97,2 homes.
La renda mediana per habitatge era de 125.477 $ i la renda mediana per família de 145.643 $. Els homes tenien una renda mediana de 95.429 $ mentre que les dones 51.528 $. La renda per capita de la població era de 77.899 $. Entorn del 2,3% de les famílies i el 2,9% de la població estaven per davall del llindar de pobresa.